# Jeździectwo na Letnich Igrzyskach Olimpijskich 2012 – WKKW indywidualnie
Indywidualny Wszechstronny Konkurs Konia Wierzchowego podczas Letnich Igrzysk Olimpijskich został rozegrany między 28 a 31 lipca w Greenwich Park w Londynie. Tytuł mistrza olimpijskiego zdobył Niemiec Michael Jung. Drugie miejsce zajęła Szwedka Sara Algotsson Ostholt, a na trzeciej pozycji uplasowała się Niemka Sandra Auffarth.

## Terminarz
| Data          | Godzina |               |
| ------------- | ------- | ------------- |
| 28 lipca 2012 | 10:00   | Ujeżdżenie    |
| 29 lipca 2012 | 10:00   | Ujeżdżenie    |
| 30 lipca 2012 | 12:30   | Cross-country |
| 31 lipca 2012 | 10:30   | Skoki         |

## Wyniki
Na starcie stawiło się 74 zawodników. Pierwszą konkurencją było ujeżdżenie, w którym najlepiej spisał się Japończyk Yoshiaki Oiwa. W kolejnej rundzie zawodnicy musieli sprawdzić się w próbie terenowej czyli w cross-country. W tej konkurencji wyeliminowanych zostało 15 zawodników. Następnie zawodnicy uczestniczyli w skokach. Konkurencja została podzielona na dwie rundy. Pierwszą były eliminacje, po których do finału awansowało 25 zawodników. W finale skoków 24 zawodników ukończyło rywalizację. Najlepszy z nich okazał się Niemiec Michael Jung na koniu Sam.
| M.     | Zawodnik/ Koń                                   | Państwo           | Ujeżdżenie | Cross- country | Skoki | Razem (po kw. skoków) | Finał skoków | Razem |
| ------ | ----------------------------------------------- | ----------------- | ---------- | -------------- | ----- | --------------------- | ------------ | ----- |
| złoto  | Michael Jung (Sam)                              | Niemcy            | 40.60      | 0.00           | 0.00  | 40.60                 | 0.00         | 40.60 |
| srebro | Sara Algotsson Ostholt (Wega)                   | Szwecja           | 39.30      | 0.00           | 0.00  | 39.30                 | 4.00         | 43.30 |
| brąz   | Sandra Auffarth (Opgun Louvo)                   | Niemcy            | 40.00      | 4.80           | 0.00  | 44.80                 | 0.00         | 44.80 |
| 4.     | Andrew Nicholson (Nereo)                        | Nowa Zelandia     | 45.00      | 0.00           | 0.00  | 45.00                 | 0.00         | 45.00 |
| 5.     | Mary King (Imperial Cavalier)                   | Wielka Brytania   | 40.90      | 1.20           | 0.00  | 42.10                 | 8.00         | 50.10 |
| 6.     | Kristina Cook (Miners Frolic)                   | Wielka Brytania   | 42.00      | 0.00           | 1.00  | 43.00                 | 8.00         | 51.00 |
| 7.     | Aoife Clark (Master Crusoe)                     | Irlandia          | 48.90      | 3.60           | 0.00  | 52.50                 | 0.00         | 52.50 |
| 8.     | Zara Phillips (High Kingdom)                    | Wielka Brytania   | 46.10      | 0.00           | 7.00  | 53.10                 | 0.00         | 53.10 |
| 9.     | Karen O’Connor (Mr Medicott)                    | Stany Zjednoczone | 48.20      | 5.60           | 5.60  | 53.80                 | 0.00         | 53.80 |
| 10.    | Jonathan Paget (Clifton Promise)                | Nowa Zelandia     | 44.10      | 4.80           | 8.80  | 52.90                 | 1.00         | 53.90 |
| 11.    | Vittoria Panizzoni (Borough Pennyz)             | Włochy            | 53.50      | 0.00           | 1.00  | 54.50                 | 0.00         | 54.50 |
| 12.    | Mark Todd (Campino)                             | Nowa Zelandia     | 39.10      | 0.40           | 7.00  | 46.50                 | 8.00         | 54.50 |
| 13.    | Andrew Hoy (Rutherglen)                         | Australia         | 41.70      | 7.60           | 8.00  | 57.30                 | 0.00         | 57.30 |
| 14.    | Joseph Murphy (Electric Cruise)                 | Irlandia          | 55.60      | 4.80           | 0.00  | 60.40                 | 0.00         | 60.40 |
| 15.    | Karin Donckers (Gazelle de la Brasserie)        | Belgia            | 40.00      | 11.60          | 4.00  | 55.60                 | 6.00         | 61.60 |
| 16.    | Chris Burton (HP Leilani)                       | Australia         | 46.10      | 0.00           | 4.00  | 50.10                 | 12.00        | 62.10 |
| 17.    | Nicolas Touzaint (Hildago de L'Ile)             | Francja           | 47.60      | 7.60           | 5.00  | 57.20                 | 7.00         | 64.20 |
| 18.    | Niklas Lindbäck (Mister Pooh)                   | Szwecja           | 45.20      | 2.80           | 9.00  | 57.00                 | 11.00        | 68.00 |
| 19.    | Stefano Brecciaroli (Apollo WD Wendi Kurt Hoev) | Włochy            | 38.50      | 11.60          | 11.00 | 61.10                 | 8.00         | 69.10 |
| 20.    | Ludvig Svennerstål (Shamwari)                   | Szwecja           | 43.70      | 0.40           | 8.00  | 52.10                 | 20.00        | 72.10 |
| 21.    | Mark Kyle (Coolio)                              | Irlandia          | 58.70      | 7.20           | 6.00  | 71.90                 | 4.00         | 75.90 |
| 22.    | Jessica Phoenix (Exponential)                   | Kanada            | 54.80      | 2.40           | 14.00 | 71.20                 | 8.00         | 79.20 |
| 23.    | Phillip Dutton (Mystery Whisper)                | Stany Zjednoczone | 44.30      | 2.80           | 23.00 | 70.10                 | 11.00        | 81.10 |
| 24.    | Lionel Guyon (Nemetis de Lalou)                 | Francja           | 50.90      | 20.00          | 0.00  | 70.90                 | 21.00        | 91.90 |
| 25.    | Ingrid Klimke (Butts Abraxxas)                  | Niemcy            | 39.30      | 0.00           | 9.00  | 48.30                 | WC           |       |
| 26.    | Dirk Schrade (King Artus)                       | Niemcy            | 39.80      | 10.80          | 0.00  | 50.60                 | NQ           |       |
| 27.    | William Fox-Pitt (Lionheart)                    | Wielka Brytania   | 44.10      | 9.20           | 0.00  | 53.30                 | NQ           |       |
| 28.    | Nicola Wilson (Opposition Buzz)                 | Wielka Brytania   | 51.70      | 0.00           | 4.00  | 55.70                 | NQ           |       |
| 29.    | Caroline Powell (Lenamore)                      | Nowa Zelandia     | 52.20      | 1.60           | 4.00  | 57.80                 | NQ           |       |
| 30.    | Malin Petersen (Sofarsogood)                    | Szwecja           | 60.40      | 0.80           | 6.00  | 67.20                 | NQ           |       |
| 31.    | Peter Thomsen (Barny)                           | Niemcy            | 58.50      | 5.20           | 8.00  | 71.70                 | NQ           |       |
| 31.    | Jonelle Richards (Flintstar)                    | Nowa Zelandia     | 56.70      | 6.00           | 9.00  | 71.70                 | NQ           |       |
| 33.    | Andrew Heffernan (Millthyne Corolla)            | Holandia          | 50.60      | 12.40          | 12.00 | 75.00                 | NQ           |       |
| 34.    | Virginie Caulier (Nepal du Sudre)               | Belgia            | 48.30      | 21.20          | 9.00  | 78.50                 | NQ           |       |
| 35.    | Lucinda Fredericks (Flying Finish)              | Australia         | 40.00      | 38.00          | 1.00  | 79.00                 | NQ           |       |
| 36.    | Linda Algotsson (La Fair)                       | Szwecja           | 59.80      | 20.00          | 0.00  | 79.80                 | NQ           |       |
| 37.    | William Coleman (Twizzel)                       | Stany Zjednoczone | 46.30      | 36.40          | 2.00  | 84.70                 | NQ           |       |
| 38.    | Tim Lips (Oncarlos)                             | Holandia          | 51.70      | 22.00          | 13.00 | 86.70                 | NQ           |       |
| 39.    | Atsushi Negishi (Pretty Darling)                | Japonia           | 50.40      | 25.60          | 12.00 | 88.00                 | NQ           |       |
| 40.    | Tiana Courdray (Ringwood Magister)              | Stany Zjednoczone | 52.00      | 25.60          | 11.00 | 88.60                 | NQ           |       |
| 41.    | Nina Ligon (Butts Leon)                         | Tajlandia         | 53.90      | 16.00          | 22.00 | 91.90                 | NQ           |       |
| 42.    | Ruy Fonseca (Tom Bombadill Too)                 | Brazylia          | 53.90      | 26.40          | 12.00 | 92.30                 | NQ           |       |
| 43.    | Ronald Zabala-Goetschel (Master Rose)           | Ekwador           | 53.30      | 36.00          | 7.00  | 96.30                 | NQ           |       |
| 44.    | Marcelo Tosi (Eleda All Black)                  | Brazylia          | 58.00      | 29.60          | 10.00 | 97.60                 | NQ           |       |
| 45.    | Aurelien Kahn (Cadiz)                           | Francja           | 55.90      | 39.60          | 7.00  | 102.50                | NQ           |       |
| 46.    | Marcio Carvalho (Josephine)                     | Brazylia          | 58.50      | 42.80          | 4.00  | 105.30                | NQ           |       |
| 47.    | Mikhail Nastenko (Coolroy Piter)                | Rosja             | 59.80      | 52.00          | 2.00  | 113.80                | NQ           |       |
| 48.    | Toshiyuki Tanaka (Marquis de Plescop)           | Japonia           | 55.00      | 60.00          | 4.00  | 119.00                | NQ           |       |
| 49.    | Alexander Peternell (Asih)                      | Południowa Afryka | 70.40      | 46.00          | 7.00  | 123.40                | NQ           |       |
| 50.    | Denis Mesples (Oregon de la Vigne)              | Francja           | 61.50      | 46.00          | 19.00 | 126.50                | NQ           |       |
| 51.    | Samantha Albert (Carraig Dubh)                  | Jamajka           | 67.20      | 54.00          | 21.00 | 142.20                | NQ           |       |
| 52.    | Aliaksandr Faminou (Pasians)                    | Białoruś          | 63.70      | 52.80          | 34.00 | 150.50                | NQ           |       |
| 53.    | Andrei Korshunov (Fabiy)                        | Rosja             | 80.20      | 32.80          | 52.00 | 165.00                | NQ           |       |
| 54.    | Donatien Schauly (Ocarina du Chanois)           | Francja           | 44.40      | 7.20           | WC    | —                     | —            |       |
| 55.    | Boyd Martin (Otis Barbotiere)                   | Stany Zjednoczone | 50.70      | 3.60           | WC    | —                     | —            |       |
| 56.    | Joris van Springel (Lully des Aulnes)           | Belgia            | 51.90      | 12.80          | WC    | —                     | —            |       |
| 57.    | Paweł Spisak (Wag)                              | Polska            | 54.80      | 22.40          | WC    | —                     | —            |       |
| 58.    | Marc Rigouts (Dunkas)                           | Belgia            | 50.70      | 56.80          | WC    | —                     | —            |       |
| 59.    | Michelle Mueller (Amistad)                      | Kanada            | 57.00      | 63.20          | WC    | —                     | —            |       |
| —      | Yoshiaki Oiwa (Noonday de Conde)                | Japonia           | 38.10      | EL             | NQ    | NQ                    | NQ           |       |
| —      | Clayton Fredericks (Bendigo)                    | Australia         | 40.40      | EL             | NQ    | NQ                    | NQ           |       |
| —      | Kenki Sato (Chippieh)                           | Japonia           | 42.20      | EL             | NQ    | NQ                    | NQ           |       |
| —      | Sam Griffiths (Happy Times)                     | Australia         | 45.40      | EL             | NQ    | NQ                    | NQ           |       |
| —      | Camilla Speirs (Portersize Just A Jiff)         | Irlandia          | 47.60      | EL             | NQ    | NQ                    | NQ           |       |
| —      | Hawley Bennett-Awad (Gin & Juice)               | Kanada            | 48.70      | EL             | NQ    | NQ                    | NQ           |       |
| —      | Rebecca Howard (Riddle Master)                  | Kanada            | 50.60      | EL             | NQ    | NQ                    | NQ           |       |
| —      | Elaine Pen (Vira)                               | Holandia          | 52.20      | EL             | NQ    | NQ                    | NQ           |       |
| —      | Carl Bouckaert (Cyrano Z)                       | Belgia            | 53.00      | EL             | NQ    | NQ                    | NQ           |       |
| —      | Takayuki Yumira (Latina)                        | Japonia           | 58.50      | EL             | NQ    | NQ                    | NQ           |       |
| —      | Michael Ryan (Ballylynch Adventure)             | Irlandia          | 60.20      | EL             | NQ    | NQ                    | NQ           |       |
| —      | Peter Barry (Kilrodan Abbott)                   | Kanada            | 61.70      | EL             | NQ    | NQ                    | NQ           |       |
| —      | Alena Tseliapushkina (Passat)                   | Białoruś          | 69.10      | EL             | NQ    | NQ                    | NQ           |       |
| —      | Harald Ambros (O-Feltiz)                        | Austria           | 69.50      | EL             | NQ    | NQ                    | NQ           |       |
| —      | Serguei Fofanoff (Barbara)                      | Brazylia          | 72.00      | EL             | NQ    | NQ                    | NQ           |       |